# تی‌شرت یقه‌دار

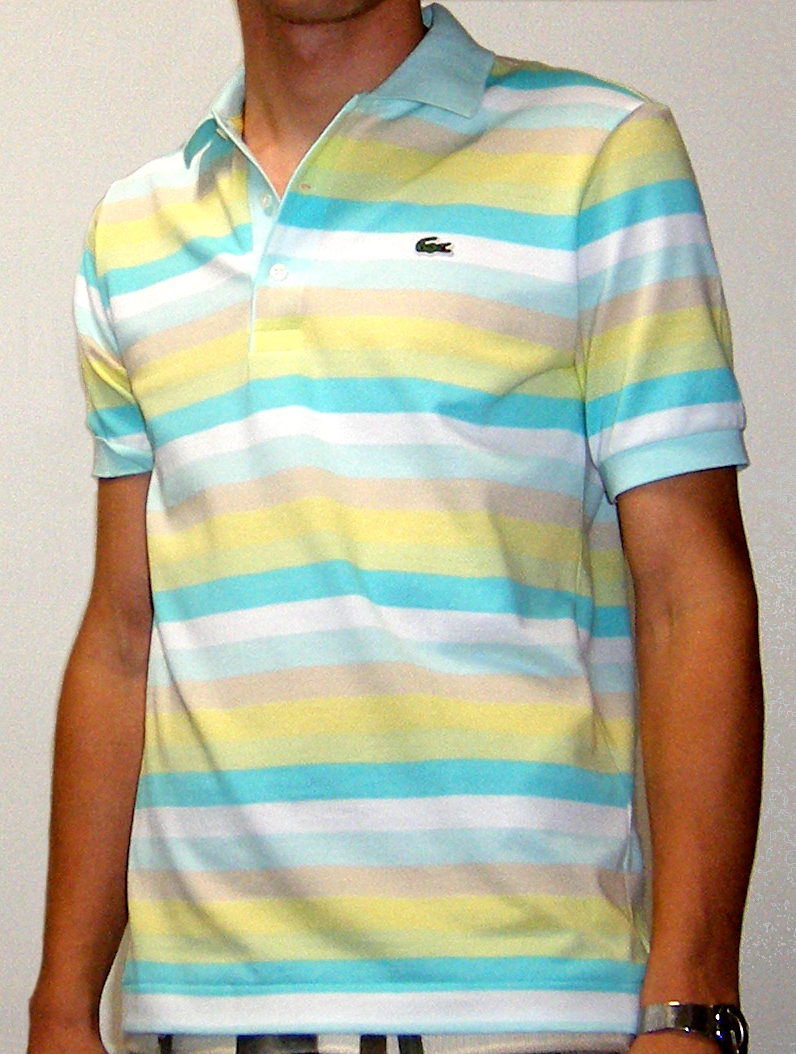
یک تی‌شرت تنیس

پولوشرت (به انگلیسی: Polo shirt)، لباس تنیس یا لباس گلف؛ تیشرتی است که دارای یقه، دو تا سه دکمه و گاهی یک جیب باشد. پولوشرت‌ها غالبا از یک  پارچه نساجی و ساده تهیه شده‌اند. جنس پارچه آنها غالباً پنبه، کتان یا پلی‌استر است. پولوشرت‌ها در بین ورزشکاران به خصوص ورزشکاران رشته‌های تنیس، گلف و چوگان محبوب هستند، به طوری که به آن «تنیس شِرت» و «گلف شِرت» نیز گفته می شود.

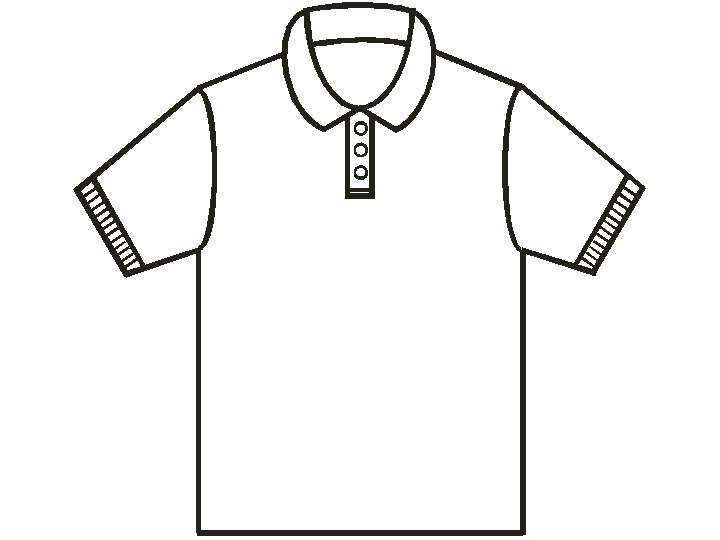
پولو شرت